# ويليستون (فلوريدا)
ويليستون (بالإنجليزية: Williston)‏ هي مدينة تقع في مقاطعة ليفي بولاية فلوريدا في الولايات المتحدة. اعتبارا من تعداد 2010 بلغ عدد سكانها 2768.

## تاريخ
تأسست المدينة قبل عام 1885 من قبل جي إم ويليس، الذي أطلق عليها اسمه.

## جغرافيا

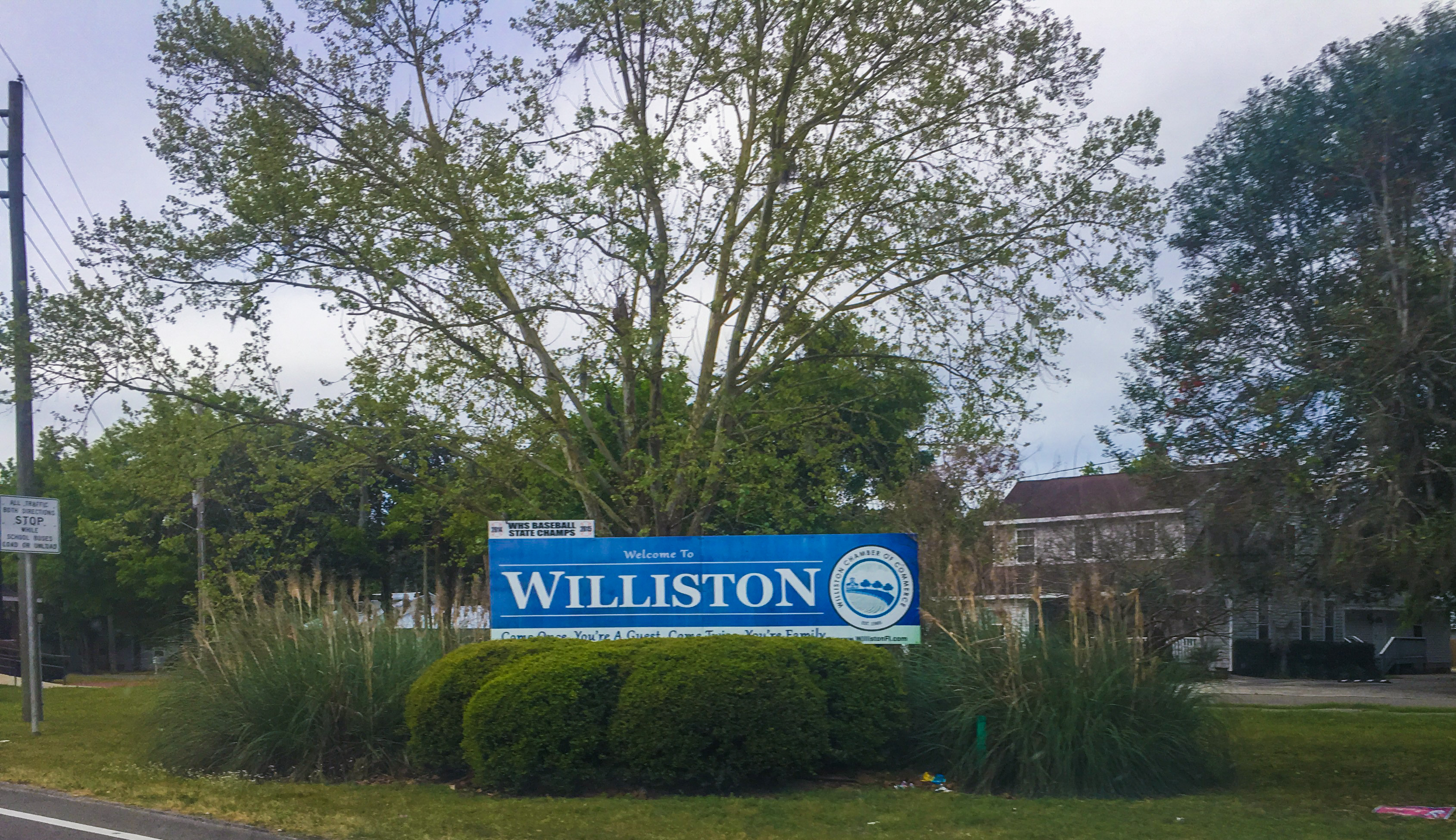
علامة ترحيب في مدخل مدينة ويليستون، مارس 2019

تقع ويليسون في موقع إحداثيات 29°23′13″N 82°26′48″W / 29.38694°N 82.44667°W.
وفقًا لمكتب الإحصاء بالولايات المتحدة، تبلغ مساحة المدينة الإجمالية 17.5 كيلومتر مربع (6.8 ميل2)، منها 0.05 كيلومتر مربع (0.019 ميل2)، أو0.27٪ هي عبارة عن ماء.

## التركيبة السكانية
اعتبارًا من تعداد عام 2000، كان هناك 2297 شخصًا و836 أسرة و580 عائلة مقيمة في المدينة. حيث بلغت الكثافة السكانية 379.0 نسمة لكل ميل مربع (146.3 / كم 2). كان هناك 915 وحدة سكنية بمتوسط كثافة 151.0 لكل ميل مربع (58.3 / كم 2). وكان التركيب العرقي للمدينة على الشكل التالي:
- 73.44٪ أبيض؛
- 22.81٪ أمريكي من أصل أفريقي؛
- 0.78٪ أمريكي أصلي؛
- 0.74٪ آسيوي؛
- 0.4٪ جزر المحيط الهادئ؛
- 1.09٪ من أعراق أخرى؛
- 3.57٪ من أصل لاتيني أولاتيني.

كان هناك 836 أسرة، من بينها 31.8٪ لديها أطفال تقل أعمارهم عن 18 عامًا يعيشون معهم، و42.9٪ من الأزواج الذين يعيشون معًا، و22.0٪ لديهم ربة منزل بدون زوج، و30.6٪ من غير العائلات. 25.6٪ من جميع الأسر كانت مكونة من أفراد، و12.7٪ كان لديها شخص يعيش بمفرده يبلغ من العمر 65 عامًا أوأكثر. كان متوسط حجم الأسرة 2.56 ومتوسط حجم الأسرة 3.03.
انتشر السكان في المدينة، حيث كان 26.2٪ تحت سن 18، و8.6٪ من 18 إلى 24، و25.2٪ من 25 إلى 44، و20.3٪ من 45 إلى 64، و19.8٪ ممن بلغوا 65 عامًا أوأكبر. كان متوسط العمر 38 سنة. لكل 100 أنثى هناك 86.1 ذكر. لكل 100 أنثى من سن 18 وما فوق، هناك 76.9 ذكر.
كان متوسط الدخل لأسرة في المدينة 25،795 دولارًا، وكان متوسط دخل الأسرة 26،918 دولارًا. كان للذكور متوسط دخل قدره 22،331 دولارًا مقابل 20،634 دولارًا للإناث. بلغ نصيب الفرد من الدخل للمدينة 15،628 دولارًا. حوالي 22.4٪ من الأسر و22.6٪ من السكان كانوا تحت خط الفقر، بما في ذلك 28.1٪ من أولئك الذين تقل أعمارهم عن 18 عامًا و22.5٪ من أولئك الذين بلغوا 65 عامًا أوأكثر.

## الفن والثقافة
يستضيف ويليستون "مهرجان سنترال فلوريدا للحصاد والفول السوداني" (بالإنجليزية: Central Florida Harvest and Peanut Festival)‏ كل شهر أكتوبر.

## الرياضة

### الغوض
يقع في ويليستون كهف عرين الشيطان والمغارة الزرقاء، وهي مناطق غوص شهيرة وجزء من نظام نبع تحت الأرض واسع النطاق موجود في المنطقة.

### الفروسية
ويليستون هي مسقط رأس الفارس فوليش بلسزر، الحائز على جائزة كنتاكي ديربي سنة 1975.

## البنية التحتية

### وسائل النقل
تشمل المنطقة مطار ويليستون المحلي، وهو مطار مملوك للمدينة للاستخدام العام يقع على بعد 2 أميال (4 كم) جنوب غرب منطقة الأعمال المركزية في ويليستون.

## مناخ
يتميز المناخ في هذه المنطقة بصيف حار ورطب وشتاء معتدل إلى بارد بشكل عام. وفقًا لنظام تصنيف كوبن للمناخ، تتمتع ويليستون بمناخ شبه استوائي رطب، ويُشار إليها اختصارًا بـ "CFA" على خرائط المناخ.

## التعليم

### المدارس
يدير مجلس مدرسة مقاطعة ليفي مدارس مدينة ويليستون العامة وهي:
- مدرسة ويليستون الثانوية (6-12)
- مدرسة ويليستون الابتدائية (3-5)
- مدرسة جويس بولوك الابتدائية (PK – 2)

#### المكتبات
مقاطعة ليفي تزود ويليستون بفرع مكتبة محلي. تقع مكتبة ويليستون العامة في بنك ولاية بيركنز التاريخي السابق ؛ أحد أقدم البنوك في فلوريدا.

## وصلات خارجية
- الموقع الرسمي لمدينة ويليستون
- غرفة تجارة ويليستون
- ويليستون ، فلوريدا في موقع سيتي داتا